# Pyrularia edulis
Pyrularia edulis là một loài thực vật có hoa trong họ Santalaceae. Loài này được (Wall.) A. DC. miêu tả khoa học đầu tiên năm 1857.